# آلن گیبارد
آلن فلچر گیبارد (به انگلیسی: Allan Fletcher Gibbard)، (متولد ۱۹۴۲) استاد ممتاز فلسفه دانشگاه ریچارد بی برانت در دانشگاه میشیگان است. گیبارد سهم عمده‌ای در نظریه اخلاقی معاصر، به‌ویژه فرااخلاق داشته‌است، او نسخه‌ای معاصر از غیرشناخت‌گرایی را توسعه داده‌است. همچنین مقالاتی در زمینه فلسفه زبان، متافیزیک و نظریه انتخاب اجتماعی منتشر کرده‌است.

## زندگی و حرفه
آلن فلچر گیبارد در ۷ آوریل ۱۹۴۲ در پراویدنس، رود آیلند متولد شد. او در سال ۱۹۶۳، لیسانس خود را در ریاضیات از کالج سوارثمور در فیزیک و فلسفه دریافت کرد. پس از تدریس ریاضیات و فیزیک در غنا با سپاه صلح (۱۹۶۳–۱۹۶۵)، در دانشگاه هاروارد به تحصیل فلسفه پرداخت و در سمینار فلسفه اجتماعی و سیاسی با جان رالز، کنث ارو، آمارتیا سن و رابرت نوزیک شرکت کرد. در سال ۱۹۷۱ گیبارد دکترای خود را با نوشتن پایان‌نامه‌ای به سرپرستی جان رالز به‌دست‌آورد.
او قبل از پیوستن به دانشگاه میشیگان به‌عنوان استاد فلسفه در دانشگاه شیکاگو (۱۹۶۹–۱۹۷۴) و دانشگاه پیتسبرگ (۱۹۷۴–۱۹۷۷) خدمت کرد، و در دانشگاه میشیگان باقی‌مانده دوران حرفه‌ای خود را تا زمان بازنشستگی در سال ۲۰۱۶ گذراند. گیبارد ریاست دپارتمان فلسفه دانشگاه میشیگان (۱۹۸۷–۱۹۸۸) را بر عهده داشت و از سال ۱۹۹۴ عنوان استاد ممتاز فلسفه دانشگاه ریچارد بی برانت را به خود اختصاص داده‌است.
گیبارد در سال ۱۹۹۰ به‌عنوان عضو آکادمی هنر و علوم آمریکا انتخاب شد و در سال ۲۰۰۹ به‌عنوان عضو آکادمی ملی علوم انتخاب شد؛ یکی از دو فیلسوف زنده‌ای که این چنین مورد تجلیل قرار گرفت (دیگری برایان اسکایرمز). او همچنین عضو انجمن اقتصادسنجی است و از بنیاد ملی علوم انسانی بورسیه دریافت کرده‌است. او از سال ۲۰۰۱ تا ۲۰۰۲ به‌عنوان رئیس بخش مرکزی انجمن فلسفی آمریکا خدمت کرد. او در سال ۲۰۰۶ در دانشگاه کالیفرنیا، برکلی، سخنرانی‌های تانر ارائه کرد.

## کار فلسفی

### نظریه انتخاب اجتماعی
اندکی پس از مدرک دکترا، گیبارد اولین اثبات این حدس را ارائه کرد که رأی‌دهی تاکتیکی یکی از ویژگی‌های ذاتی سیستم‌های رأی‌گیری غیردیکتاتوری با حداقل سه انتخاب است؛ حدس مایکل دامت و رابین فارکوهارسون. این اثر در نهایت به «قضیه گیبارد» معروف شد که در سال ۱۹۷۳ منتشر شد. مارک ساترویت بعداً روی قضیه مشابهی کار کرد که در سال ۱۹۷۵ منتشر کرد. ساترویت و ژان ماری برین مقاله‌ای را در سال ۱۹۷۸ منتشر کردند که در آن اثبات‌های ریاضی گیبارد و ساترویت را به‌عنوان «قضیه گیبارد-ساترویت» توصیف کردند و رابطه آن را با قضیه عدم امکان ارو توصیف کردند.

#### قضیه گیبارد
در زمینه طراحی مکانیسم و نظریه انتخاب اجتماعی، «قضیه گیبارد» نتیجه‌ای است که توسط گیبارد در سال ۱۹۷۳به اثبات رسیده‌است. این قضیه بیان می‌کند که برای هر فرایند قطعی تصمیم جمعی، حداقل یکی از سه ویژگی زیر باید حفظ شود:
1. این روند مکانیسم دیکتاتوری است، یعنی یک عامل برجسته وجود دارد که می‌تواند نتیجه را تحمیل کند.
2. این فرایند نتایج ممکن را فقط به دو گزینه محدود می‌کند.
3. این فرایند برای رأی‌گیری استراتژیک باز است: هنگامی که یک نماینده ترجیحات خود را شناسایی کرد، ممکن است هیچ اقدامی در اختیار نداشته باشد که به بهترین نحو از این ترجیحات بدون توجه به اقدامات سایر نمایندگان دفاع کند.

نتیجه این قضیه، قضیه گیبارد-ساترویت در مورد قوانین رأی‌گیری است. تفاوت اصلی بین این دو این است که قضیه گیبارد-ساترویت به قوانین نظام انتخاباتی ترجیحی محدود می‌شود: اقدام یک رأی‌دهنده شامل رتبه‌بندی ترجیحی نسبت به گزینه‌های موجود است. قضیه گیبارد کلی‌تر است و فرآیندهای تصمیم‌گیری جمعی را در نظر می‌گیرد که ممکن است ترتیبی نباشند: برای مثال، سیستم‌های رأی‌گیری که در آن رأی‌دهندگان به نامزدها نمره می‌دهند (رأی‌گیری‌اصلی). قضیه گیبارد را می‌توان با استفاده از قضیه عدم امکان ارو اثبات کرد.
قضیه گیبارد خود با قضیه ۱۹۷۸ گیبارد و قضیه هایلند تعمیم داده می‌شود، که این نتایج را به فرآیندهای غیرقطعی تعمیم می‌دهند، یعنی جایی که نتیجه ممکن است نه تنها به اقدامات عاملان بستگی داشته باشد، بلکه ممکن است شامل یک عنصر شانس نیز باشد. قضیه گیبارد فرض می‌کند که تصمیم جمعی دقیقاً به یک برنده منتج می‌شود و برای «رأی‌گیری چند برنده‌ای» اعمال نمی‌شود.

#### قضیه گیبارد-ساترویت
در نظریه انتخاب اجتماعی، قضیه گیبارد-ساترویت نتیجه‌ای است که به‌طور مستقل توسط گیبارد در سال 1973 و اقتصاددان مارک ساترویت در سال ۱۹۷۵ منتشر شد، و به نظام انتخاباتی ترجیحی می‌پردازد که یک برنده را انتخاب می‌کنند. این قضیه بیان می‌کند که برای هر قانون رأی‌گیری، یکی از سه مورد زیر باید رعایت شود:
1. این قانون دیکتاتوری است، یعنی یک رأی‌دهنده برجسته وجود دارد که می‌تواند برنده را انتخاب کند. یا
2. این قانون نتایج ممکن را فقط به دو گزینه محدود می‌کند. یا
3. این قانون مستعد رأی‌دهی تاکتیکی است: در شرایط خاص، رأی صادقانه یک رأی‌دهنده ممکن است در بهترین حالت از عقیده جمع دفاع نکند.

در حالی که دامنه این قضیه محدود به رأی‌گیری ترتیبی است، قضیه گیبارد کلی‌تر است، زیرا به فرآیندهای تصمیم‌گیری جمعی می‌پردازد که ممکن است ترتیبی نباشند: برای مثال، سیستم‌های رأی‌گیری که در آن رأی‌دهندگان به نامزدها نمره می‌دهند. قضیه ۱۹۷۸ گیبارد و قضیه هایلند حتی کلی‌تر هستند و این نتایج را به فرآیندهای غیر قطعی تعمیم می‌دهند، یعنی جایی که نتیجه ممکن است نه تنها به اقدامات رأی‌دهندگان بستگی داشته باشد، بلکه ممکن است شامل بخشی از شانس نیز باشد.

### نظریه اخلاقی
گیبارد به‌دلیل مشارکتش در نظریه اخلاقی در فلسفه شناخته‌شده‌است. او مؤلف سه کتاب در این زمینه است. انتخاب‌های عاقلانه، احساسات مناسب: نظریه قضاوت هنجاری (۱۹۹۰) یک نظریه کلی دربارهٔ قضاوت اخلاقی و قضاوت‌های عقلانیت ایجاد می‌کند. گیبارد استدلال می‌کند که وقتی عمل، باور یا احساس کسی را به‌عنوان «عقلانی» یا موجه تأیید می‌کنیم، در حال ابراز پذیرش سیستمی از هنجارها هستیم که آن را مجاز می‌دانند. به‌طور دقیق‌تر، اخلاق در مورد هنجارهای مربوط به مناسب بودن احساسات اخلاقی (مانند گناه و رنجش) است.
کتاب دوم گیبارد، فکر کردن به چگونگی زندگی (۲۰۰۳)، استدلالی برای پیکربندی مجدد تمایز بین گفتمان هنجاری و توصیفی، با مفاهیمی در مورد «بحث طولانی‍مدت»  بر سر «عینیت» در اخلاق و «واقعیت» ارائه می‌کند.
کتاب سوم گیبارد، آشتی دادن با اهداف ما: در جستجوی مبانی اخلاقی (۲۰۰۸)، از سخنرانی‌های تانر، به نفع یک رویکرد سودگرایانه برای اخلاق استدلال می‌کند.
چهارمین و جدیدترین کتاب گیبارد، معنا و هنجارگرایی (۲۰۱۲) نام دارد.

## جستارهای وتبسته
- فلسفه آمریکایی
- فهرست فیلسوفان آمریکایی